# Султан Саодат
Султан Саодат (Садат) – это мемориальный комплекс, памятник архитектуры в Термезе (9-17 века), Узбекистан. 

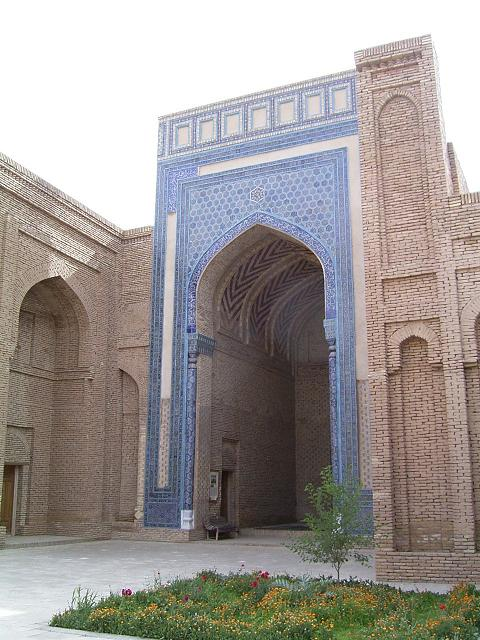
Ансамбль мавзолеев Султан Саодат (Садат)

Мемориальный комплекс расположен на востоке Термеза, эта святыня была сформирована между 10 и 17 веком, здесь находятся могилы саййидов, потомков пророка Мухаммада. Основателями рода саййидов считаются Хасан аль-Амир, и по другим источникам Амир Саййид Али Акбар Термизи, который также упоминается под прозвищем (кунья) Абу Мухаммад, предположительно умерший в конце IX или начале X века в Термезе, обе которых считают потомками имама Хусейна, сына имам Али ибн Абу Талиба.

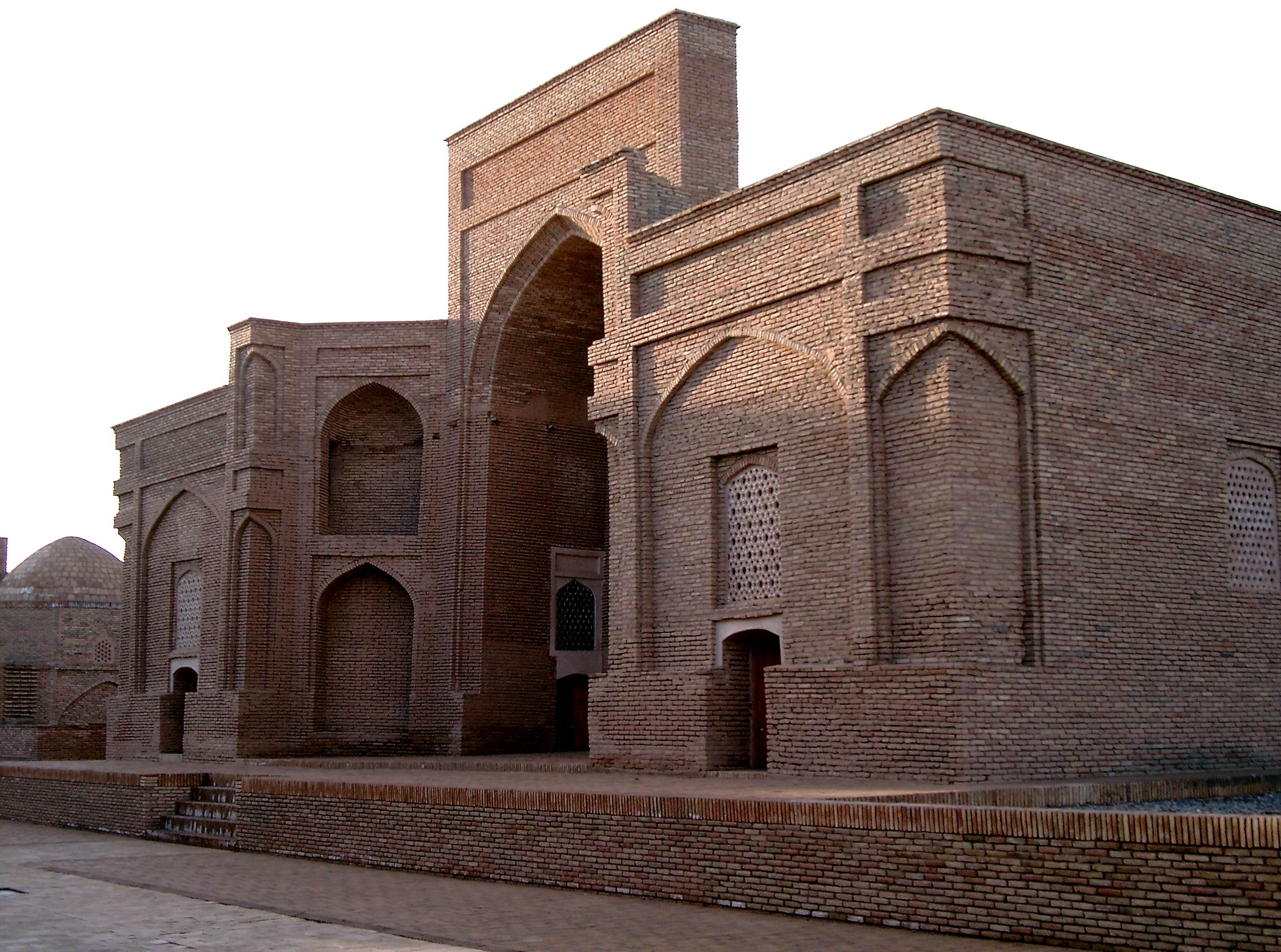
Sultan Saodat Komplex Seit

Мемориальный комплекс Султан Саодат (Садат) представляет собой ряд архитектурных сооружений – мавзолеев, мечетей и ханака – построенных вокруг центрального прохода. Самыми старыми сооружениями являются два больших однокамерных, квадратных, купольных мавзолея (около IX-X века), их объединяет айван (около XV век). Эти мавзолеи состоят из камерных помещений с крышами и куполами (9 × 9,05 м и 10,15 × 10,25 м). Крыша двора и куполообразные мавзолеи на обоих флигелях имеют одинаковую историю, а мавзолей с южной стороны выглядит меньше из-за лестницы. Оборудование и украшения мавзолея на северо-западе выполнены из рядового кирпича (27×27×5 см) попарно, создавая волнообразный декор. Стены внутреннего помещения украшены кирпичными резными арками. Мавзолей на юго-западе немного меньше, чем на северо-западе, выглядит просто, и между двумя мавзолеями находится алтарь с крышей. Особый шарм зданию придают декоративные плитки.
Во второй половине 15 века перед двумя мавзолеями были построены два новых здания. Два параллельных ряда были построены в XV–XVII века и соединены с другими постройками. Также некоторые новые мавзолеи также были попарно соединены промежуточным айваном ; их украшения больше не существуют. В XVI–XVII веках дворы на юге и севере были застроены мавзолеями разных размеров и разных эпох. Вход был устроен с западной стороны двора. Величественный ансамбль выделяется как группа мавзолеев, однородных по структуре и убранству, хотя и построенных в разных стилях.

## Примечание
1. ↑  «Путеводитель по царям» (XVII век) Ходжи Самандара Мухаммада ибн Баки аль-Термези, переводчик профессор истории Джаббар Эсонов, «Шарк», Ташкент 2001, стр. 22
2. ↑  "Durdonahoi Nasr", "Adib", Душанбе-1985, стр-375
3. ↑  https://shajara.org/sulton-sodot-saodat-amir-sayyid-ali-akbar/ Архивная копия от 24 февраля 2022 на Wayback Machine Султон Содот (Саодат) Амир Саййид Али Акбар, сайт Ассоциации потомков пророка Мухаммада Турции
4. ↑  "Sayyidlar Shajarasi", „Islamic university“, Tashkent-2017, page 14
5. ↑  https://shajarauz.uz/sulton-sodot-saodat-amir-sayyid-ali-akbar/ (недоступная+ссылка) СУЛТОН СОДОТ (САОДАТ)
6. ↑  Аршавская З.А., Ртвеладзе Е.В., Хакимов З.А., "Средневековые памятники Сурхандари", Ташкент-1982

## Внешние ссылки
- Официальный сайт международной "Ассоциации потомков пророка Мухаммада Туркестана", "Султан Саодат" , Турция.
- Ансамбль мавзолеев Султан-Саадат Культурное наследие "Мерос", Узбекистан.